# إدوار دوليفال
إدوار دوليفال (بالإنجليزية: Edward Delaval)‏ (و. 1729 – 1814 م) هو كيميائي، وفيزيائي من مملكة بريطانيا العظمى، والمملكة المتحدة لبريطانيا العظمى وأيرلندا، وكان عضوًا في الجمعية الملكية، وأكاديمية العلوم في غوتينغن، توفي في وستمنستر، عن عمر يناهز 85 عاماً.

## جوائز
حصل على جوائز منها:
- وسام كوبلي (1766)[3]
- زميل في الجمعية الملكية.